# Konstantine Ivliev
Konstantine Ivliev (en russe : Константин Ивлиев) est un patineur de vitesse sur piste courte russe.

## Biographie
Konstantine Ivliev naît à Moscou le 20 août 2000. C'est son père, Alexei Ivliev, qui l'entraîne. Ce dernier a représenté la Russie à plusieurs Coupes du monde, tandis que sa mère Elizaveta Ivlieva, fait partie de l'équipe championne d'Europe du relais féminin en 2004 et 2006 ; tous deux sont entraîneurs professionnels.
Ivliev commence sa carrière internationale en Coupe du monde à Calgary en 2018. En 2021, il remporte le 500 mètres aux championnats d'Europe.